# Butxaca (higo)
Butxaca es un cultivar de higuera de tipo higo común Ficus carica, bífera (con dos cosechas por temporada, las brevas de primavera verano, y los higos de otoño),  de higos de epidermis con color de fondo verde amarillento,  con sobre color amarillo verdoso claro. Es oriunda de Camp de Tarragona en la Provincia de Tarragona.

## Sinonimia
- „De Betxaca“ en Tarragona Cataluña,[4][5][6]
- „Buchaca“ en la zona Ribera del Ebro,[7]

## Historia
Esta variedad se cultivaba en Camp de Tarragona de donde es originaria, actualmente está prácticamente olvidada, se encuentra en recopilatorios para su estudio y mejora de sus cualidades.
La variedad 'Butxaca' se describe en el DCVB con su sinónimo 'De Betxaca'.

## Características
La higuera 'Butxaca' es una variedad bífera de tipo higo común. Árbol de vigor medio, follaje denso, hojas de verde intenso mayoritariamente trilobuladas en cuyos lóbulos hay dientes presentes y sus márgenes son ondulados. 'Butxaca' es de un rendimiento medio en brevas con producción muy temprana entre 9 a 16 de junio, y un tamaño grande de 48 gr de promedio,y el color de la pulpa rosa vinoso. Con un sabor (de 1 a 10) de 6 dulce. Los higos tienen una producción de higos de otoño medio alto, y periodo de cosecha prolongado de 9 de agosto a 10 de septiembre.
Los higos 'Butxaca' son higos cónicos alargados, que no presentan frutos aparejados, de longitud media, frutos de tamaño pequeño-medio con unos 32 gramos en promedio, de epidermis con color de fondo verde amarillento, con sobre color amarillo verdoso claro, con poca facilidad de pelado. Con un sabor (de 1 a 10) de 6 dulce con jugosidad media, son de consistencia fuerte y piel firme, lo que le da resistencia a los rasguños en la epidermis y resistencia en el transporte, con color de la pulpa caramelo. De una calidad media en su valoración organoléptica, son de un inicio de maduración desde mediados de agosto hasta mediados de septiembre y de rendimiento medio alto.